# Physique de la quille
La quille est un jeu qui se joue depuis des milliers d’années.

L’analyse et la compréhension des lois physiques mises en œuvre permettent aux joueurs d’obtenir de meilleurs résultats.
Ces lois portent sur l’énergie, les forces et la friction, les collisions et les lois de Newton.

## Énergie
L’énergie est toujours présente dans un jeu de quille, par contre elle existe sous plusieurs formes.

### Énergie potentielle gravitationnelle

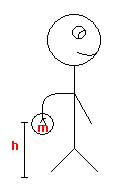
Analyse de l'énergie potentielle gravitationnelle en levant la balle de quille

Lorsqu’un joueur lève la balle de quille, celle-ci accumule de l’énergie potentielle gravitationnelle. Lors de la mise en oscillation de la balle, elle acquiert de plus de l'énergie cinétique. Afin d’éviter les rebonds de la balle, il faut la lâcher aussi près du plancher que possible pour minimiser l’énergie potentielle.
L’énergie potentielle gravitationnelle se calcule avec l’équation :
{\displaystyle E_{g}} : énergie potentielle gravitationnelle en joules

m : masse en kilogrammes

g : accélération gravitationnelle (9,8 m/s2)

h : hauteur en mètres.

### Énergie cinétique
Lorsque la balle est en mouvement sur l’allée elle possède une énergie cinétique qui se calcule avec l’équation :
{\displaystyle E_{c}} : énergie cinétique en joules (j)

m : masse en kilogrammes (kg)

v : vitesse en mètres par seconde (m/s)

## Force
Afin de mettre la balle en mouvement, une force tangentielle doit être appliquée par le joueur. Lorsque la balle est sur l’allée, elle subit la force gravitationnelle et la force normale. 

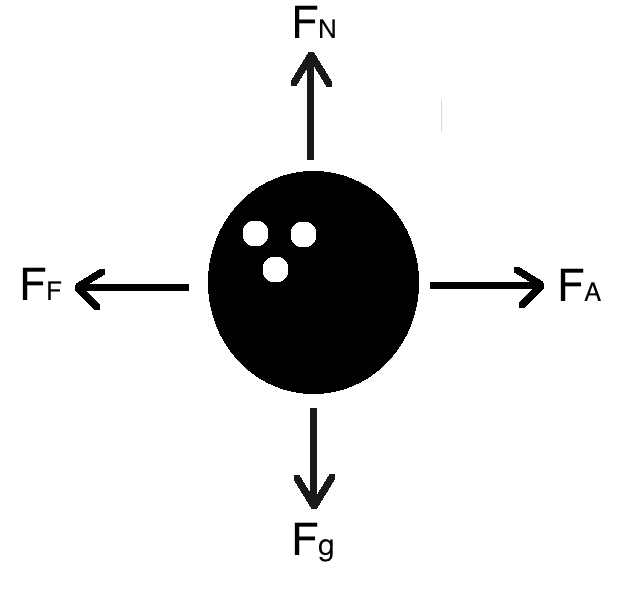
Diagramme de force simple d'une balle de quille

### Coefficient de friction
Le ralentissement de la balle est dû au coefficient de friction de l’allée, qui s'oppose au mouvement de la balle. De l’huile est généralement appliquée sur l'allée afin de minimiser ce coefficient de friction. Cependant la quantité d’huile doit être suffisamment faible pour permettre à la balle d'adopter une trajectoire courbe ; ce mouvement s’appelle Hook ball.
La force de frottement se calcule avec l’équation :
{\displaystyle F_{f}} : force de frottement en newtons

{\displaystyle \mu } : coefficient de frottement

{\displaystyle F_{N}} : force normale en newtons

### Les placements d'huile

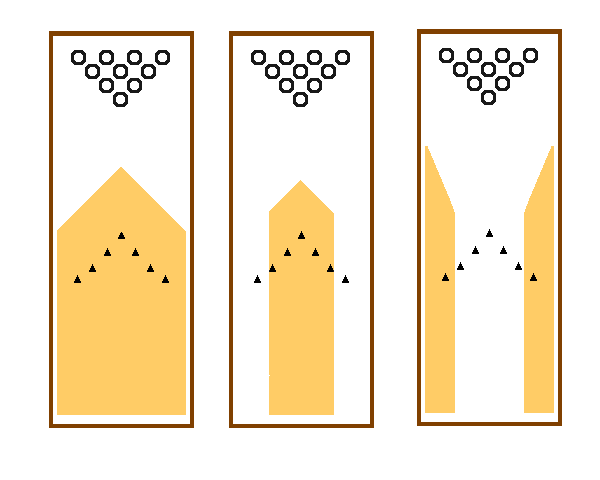
Différentes façons de mettre l'huile sur les allées de quille

L’allée est huilée seulement sur certaines parties. Le schéma le plus commun est en forme de pentagone ; il peut être utilisé par les joueurs amateurs et professionnels. Pour les joueurs plus expérimentés, l’huile peut être appliquée sur les côtés et pas dans le milieu, ou dans le milieu et pas sur les côtés.

## Collision
Des collisions élastiques se produisent lorsque la balle entre en contact avec une quille. Celle-ci est projetée et entre en contact avec d’autres quilles qui vont elles-mêmes entrer en collision avec d’autres quilles, etc. Ceci se produit jusqu’à ce que les quilles aient perdu leur énergie cinétique. Ce sont des collisions élastiques, puisque l’énergie cinétique est conservée avant et après la collision. 
Les collisions élastiques sont représentées par l’équation : 
{\displaystyle m_{1}} : masse de la balle ou une quille (en kg)

{\displaystyle v_{1}} : vitesse de la première masse (en m/s) avant la collision

{\displaystyle {v'}_{1}} : vitesse de la première masse (en m/s) après la collision

{\displaystyle m_{2}} : masse de la quille qui a été frappée

{\displaystyle {v'}_{2}} : vitesse de la deuxième masse après la collision.

## Lois de Newton
Les lois de Newton expliquent quelques aspects de la quille.

### Première loi de Newton
Lorsqu'une quille est placée sur l’allée, la somme des forces qui s'exercent sur elle est nulle et elle est immobile dans un référentiel galiléen. Au moment où la balle la frappe, elle exerce une force extérieure qui entraîne un déplacement de la quille à direction et vitesse constante, jusqu’à une collision avec le mur ou une autre quille.

### Deuxième loi de Newton
La force exercée sur une quille est directement proportionnelle à la masse de la balle et à sa vitesse de lancement.
La force exercée sur les quilles peut être calculé avec l’équation :
F : force en newtons

m : masse en kilogrammes

a : accélération de la masse en mètres par seconde carrée

## Sources
- Physics of Bowling, http://ffden-2.phys.uaf.edu/211_fall2004.web.dir/craig_stephenson/potential.html, 15 novembre 2011.
- Bowling, http://mrfizzix.com/bowling/index2.html,  15 novembre 2011.
- Top End Sports, Tenpin Bowling, http://www.topendsports.com/sport/tenpin/physics.htm, 15 novembre 2011.
- Bowling Science, Friction in Bowling, http://bowlingscience.8m.com/friction.htm, 15 novembre 2011.